# Monte de Santa Cruz (Orán)

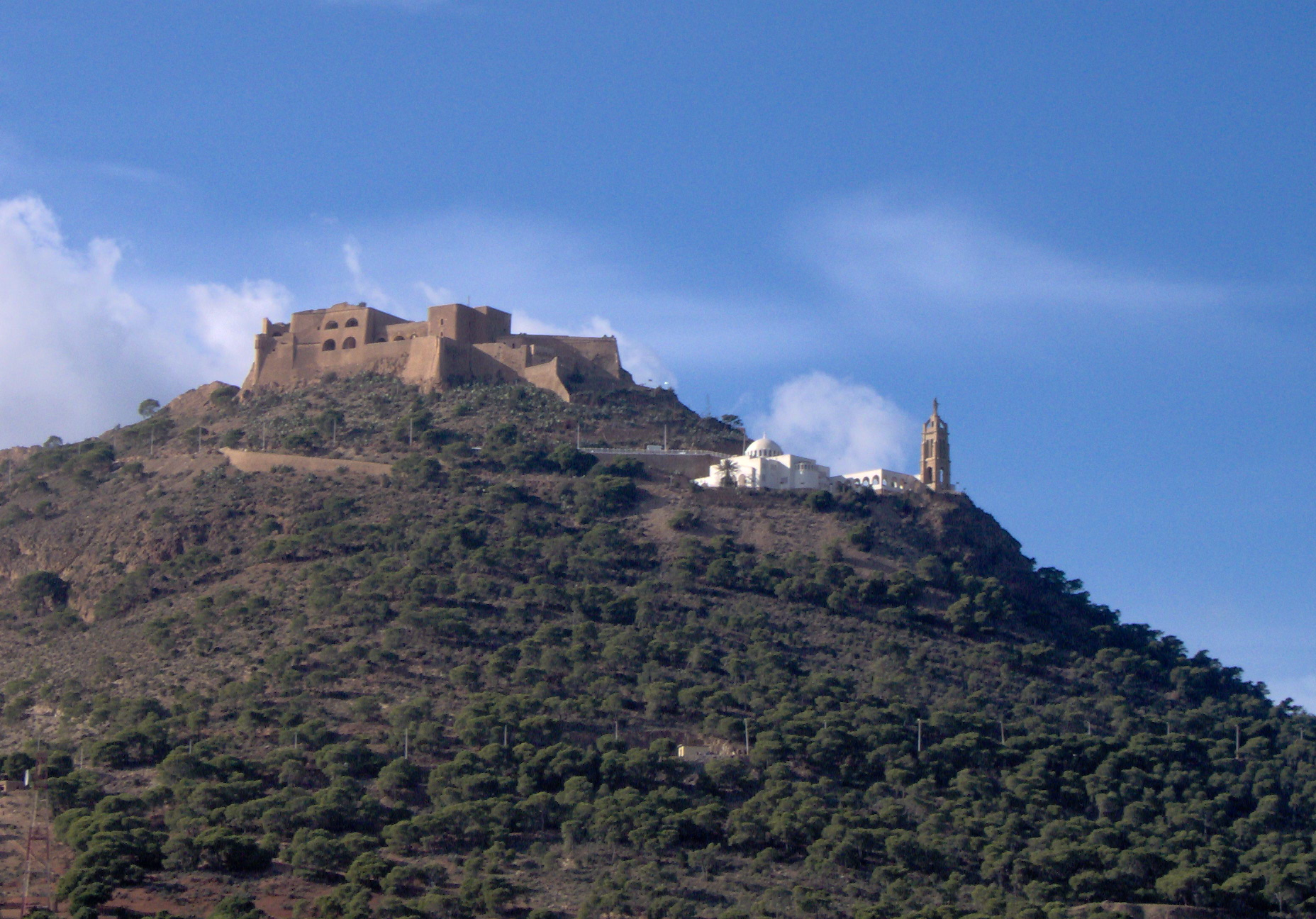
Monte Santa Cruz, en Orán.

El monte de Santa Cruz es una elevación geográfica que se encuentra en Orán, Argelia, junto a la costa, con una de sus lomas finalizando en la propia playa. Tiene una altura máxima de 386 metros y se encuentra en la parte más occidental de la sierra de Murdjadjo. Si bien algunos llaman al monte Santa Cruz monte de Murdjadjo  lo cierto es que el monte Santa Cruz sólo es un monte más, donde finaliza esa sierra. El lugar es muy importante en la historia de España ya que sobre él se encuentra el fuerte Santa Cruz y, en su loma, se encuentra también la capilla del monte de Santa Cruz (formalmente santuario de Nuestra Señora de la Salud de Orán), con una advocación mariana conocida como Virgen de la Salud. Todo esto es testimonio de la fuerte presencia española en Orán, que tuvo lugar entre 1509 y 1792.